# Double Trouble (альбом)
| Оценки критиков | Оценки критиков                                                          |
| Источник        | Оценка                                                                   |
| --------------- | ------------------------------------------------------------------------ |
| AllMusic        | 1 из 5 звёзд · 1 из 5 звёзд · 1 из 5 звёзд · 1 из 5 звёзд · 1 из 5 звёзд |

Double Trouble — студийный альбом Элвиса Пресли, представлявший собой саундтрек к одноимённому фильму с его участием («Двойная проблема», вышедшему на экраны в 1967 году).
Альбом поступил в продажу 1 июня 1967 года. В США он поднялся на 47 место в альбомном чарте Billboard Top LP’s (американского журнала «Билборд»).

## Запись альбома
Первые девять песен альбома были записаны на студии «Radio Recorders» в Голливуде, штат Калифорния в конце июня 1966 года. Последние три песни были ранее записаны на студии RCA Records (студия B) в Нашвилле, штат Теннесси и были добавлены к альбому, выпущенного к премьере фильма.

## Список композиций
| №  | Название                                     | Автор(ы)                               | {{{extra_column}}} | Длительность |
| -- | -------------------------------------------- | -------------------------------------- | ------------------ | ------------ |
| 1. | «Double Trouble»                             | Doc Pomus and Mort Shuman              | June 29, 1966      | 1:38         |
| 2. | «Baby, If You'll Give Me All of Your Love»   | Joy Byers                              | June 29, 1966      | 1:47         |
| 3. | «Could I Fall in Love»                       | Randy Starr                            | June 28, 1966      | 1:42         |
| 4. | «Long Legged Girl (With the Short Dress On)» | Leslie McFarland, Walter Scott         | June 29, 1966      | 1:27         |
| 5. | «City by Night»                              | Bill Giant, Bernie Baum, Florence Kaye | June 28, 1966      | 3:04         |
| 6. | «Old MacDonald»                              | Randy Starr                            | June 29, 1966      | 2:04         |

| №  | Название                                      | Автор(ы)                      | {{{extra_column}}} | Длительность |
| -- | --------------------------------------------- | ----------------------------- | ------------------ | ------------ |
| 1. | «I Love Only One Girl»                        | Sid Tepper and Roy C. Bennett | June 29, 1966      | 1:52         |
| 2. | «There Is So Much World to See»               | Randy Starr                   | June 28, 1966      | 1:53         |
| 3. | «It Won't Be Long» (bonus track)              | Ben Weisman and Sid Wayne     | June 29, 1966      | 1:44         |
| 4. | «Never Ending» (bonus track)                  | Buddy Kaye and Phil Springer  | May 26, 1963       | 1:57         |
| 5. | «Blue River» (bonus track)                    | Paul Evans and Fred Tobias    | May 27, 1963       | 1:32         |
| 6. | «What Now, What Next, Where To» (bonus track) | Hal Blair and Don Robertson   | May 26, 1963       | 1:56         |

## Состав музыкантов
- Элвис Пресли — вокал
- The Jordanaires — бэк-вокалы
- Скотти Мур, Тини Тимбрелл, Майк Дизи — гитара
- Пит Дрейк — гавайская гитара
- Боб Мур — бас-гитара
- Флойд Крамер — фортепиано
- Доминик Фонтана, Бадди Харман — барабаны
- Чарли МакКой — гармоника
- Бутс Рэндольф — саксофон
- Майк Хендерсон, Ричард Ноел, Бутш Паркер — горн